# یگان‌های حمله ویژه ژاپنی

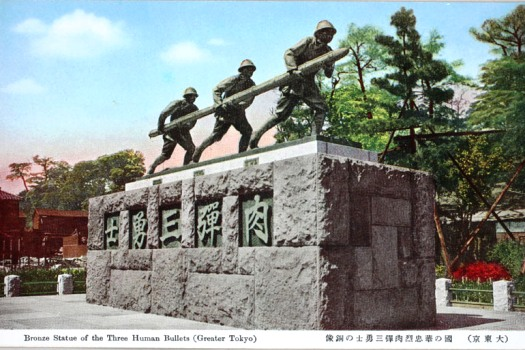
تندیس سه سرباز (گلولهٔ انسانی) در معبد سیشوجی، آتاگو، توکیو. بنای این سه سرباز یادبود خودکشی نیروهای نظامی ژاپنی هستند. - مرتبط با سال ۱۹۳۴

یگان‌های حمله ویژه ژاپنی ،  توکّوتای، یا شیمبو-تای
نیروی   متخصص امپراتوری ژاپن بودند که معمولاً برای مأموریت خودکشی استفاده می‌شدند. که  شامل هواپیماهای  کامی‌کازه، قورباغه‌های فوکوریو و چندین نوع قایق انتحاری و زیردریایی کلاس کیریو بود.